# Haematococcus pluvialis

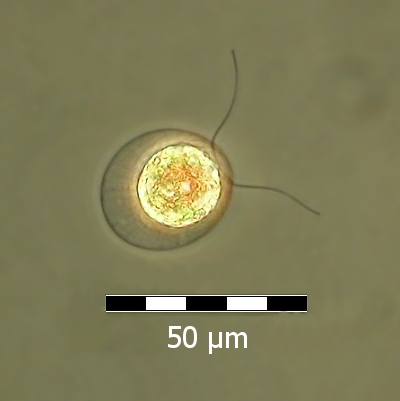
Індивідуальна джгутикова клітина H. pluvialis

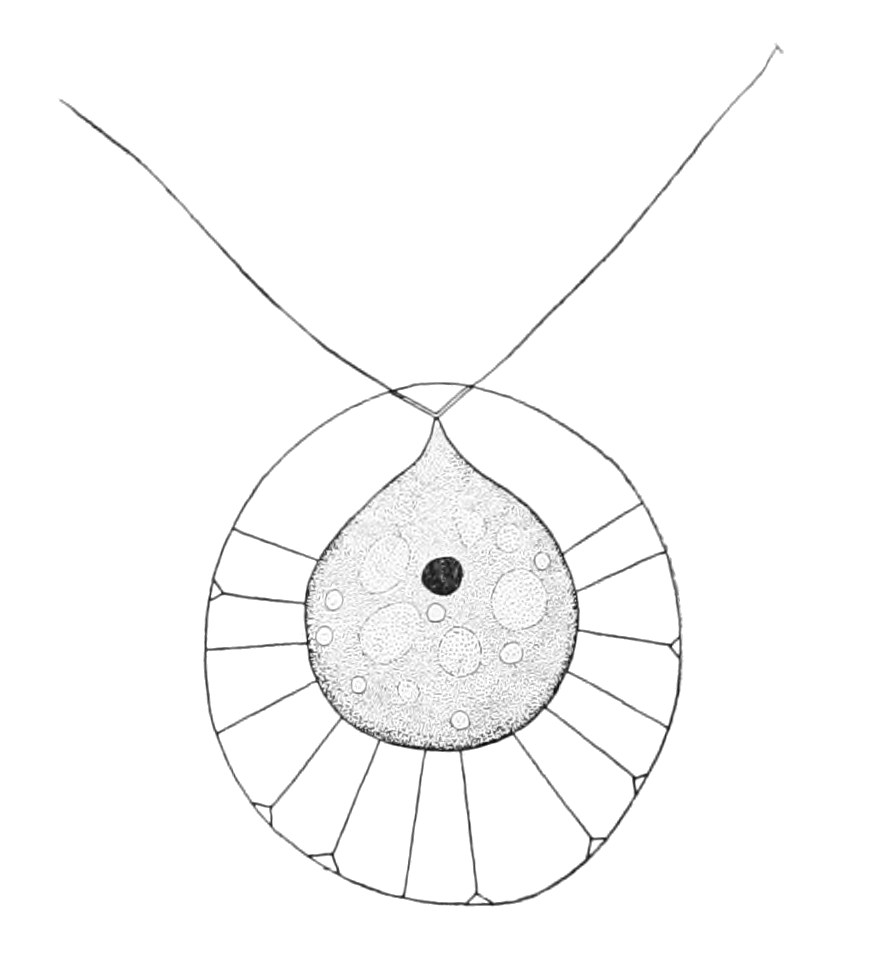
Схематичне зображення H. pluvialis

Haematococcus pluvialis — вид прісноводних зелених водоростей з сімейства Haematococcaceae порядку Хламідомонадові. Відомий високим вмістом сильного антиоксиданту астаксантину, який знаходить застосування як харчова добавка в аквакультурі і на птахофермах, а також використовується як біологічно активна добавка і компонент косметичних засобів.

## Знаходження у природі
Haematococcus pluvialis поширена у регіонах з помірним кліматом. Присутністю цист, що містять велику кількість астаксантину, може пояснюватися криваво-червоний колір, що з'являється на дні висохлих басейнів і фонтанів, на скелях та берегах морів, у ставках для розведення риби та на поверхнях дахів.
Присутність Haematococcus pluvialis виявлено у водоймах, що поповнюються снігом, що тане. Таке явище, як «червоний сніг», також пов'язують із присутністю водоростей, що містять астаксантин.

## Використання

### Haematococcus pluvialisяк кормова добавка
Добавка Haematococcus pluvialis в їжу курей-несучок надає жовтку яскраво-жовте з червонуватим відтінком забарвлення.
Введення водоростей, збагачених астаксантином, в раціон курчат збільшує їхнє виживання і сприятливо позначається на зростанні.
Використання Haematococcus pluvialis як компоненту корму для лососьових риб дозволяє досягти збільшення інтенсивності червоного забарвлення м'язової тканини, зокрема ця водорость знаходить широке застосування в аквакультурі в країнах Південно-Східної Азії.
Використання водоростей Haematococcus як компоненту кормів дозволено в США (з обмеженням вмісту астаксантину в готовому кормі не більше 80 мг/кг).

### Haematococcus pluvialisяк джерело астаксантину
У сприятливих умовах водорість має зелене забарвлення, але якщо умови навколишнього середовища стають несприятливими для нормального зростання клітин (зокрема при дії яскравого світла, високої солоності і низької доступності поживних речовин), клітини починають переходити в фазу спокою й інтенсивно виробляти астаксантин.

У клітинах, що покояться, присутня велика кількість астаксантину, який швидко виробляється і накопичується. Вміст астаксантину може досягати 3,8-4,0 % (у розрахунку на суху речовину), що робить Haematococcus pluvialis важливою сировиною для промислового виробництва цієї сполуки.

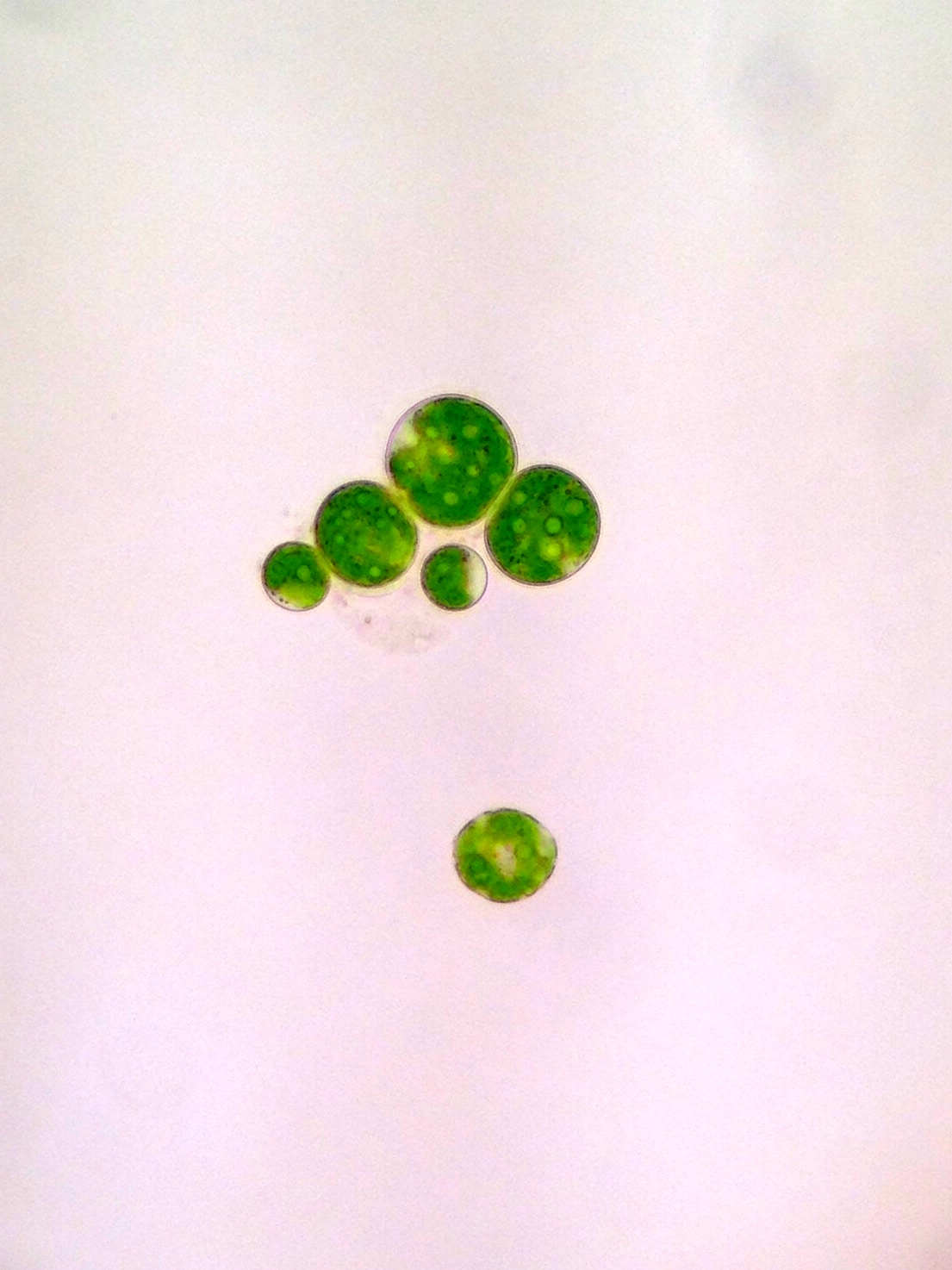
H. pluvialis (у сприятливих умовах клітини мають зелене забарвлення)
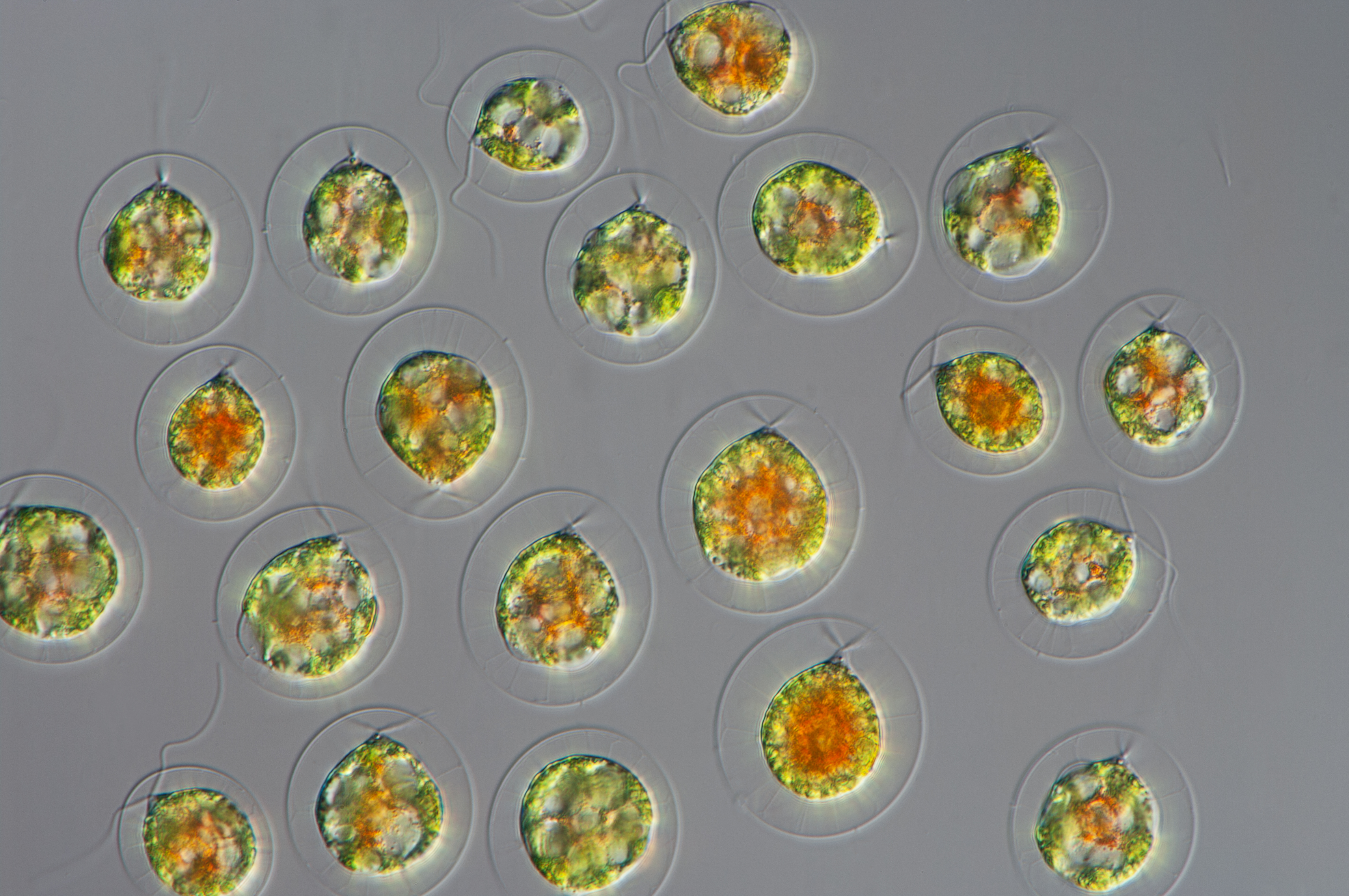
H. pluvialis- початок вироблення астаксантину (зелене забарвлення ще видно, але з'являється червоне забарвлення).
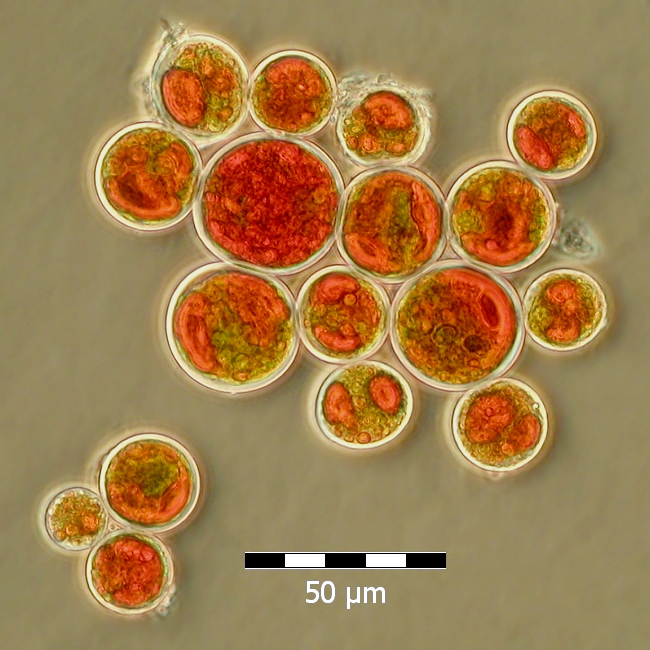
H. pluvialis— завдяки виробленню астаксантину клітини набули червоного забарвлення.

Більше 99 % астаксантину в цій водорості знаходяться у формі моноацилефіру, і саме в цій формі він використовується в клінічних випробуваннях на людях.

## Вирощування у промислових умовах
Незважаючи на поширеність Haematococcus pluvialis у природних умовах, для промислових цілей використовуються штучні методи вирощування. Основною метою промислового вирощування є не просто отримання біомаси, як для багатьох інших водоростей, а досягнення оптимального виходу астаксантину, для чого важливе значення має вибір умов і складу середовища.
Так, в автотрофних умовах середовище збагачують солями амонію, нітратами та сечовиною, а в міксотрофних для інтенсифікації утворення астаксантину додають хлорид натрію, збіднюють культуральне середовище азотистими сполуками та регулюють інтенсивність світлового опромінення.
Для збільшення виходу застосовують багатостадійний процес, що включає повторне чергування стадій зеленого росту і стадій акумулювання астаксантину.

Існують і інші варіанти середовищ для вирощування, зокрема як поживний матеріал використовуються відхід виробництва спирту — паточна барда.

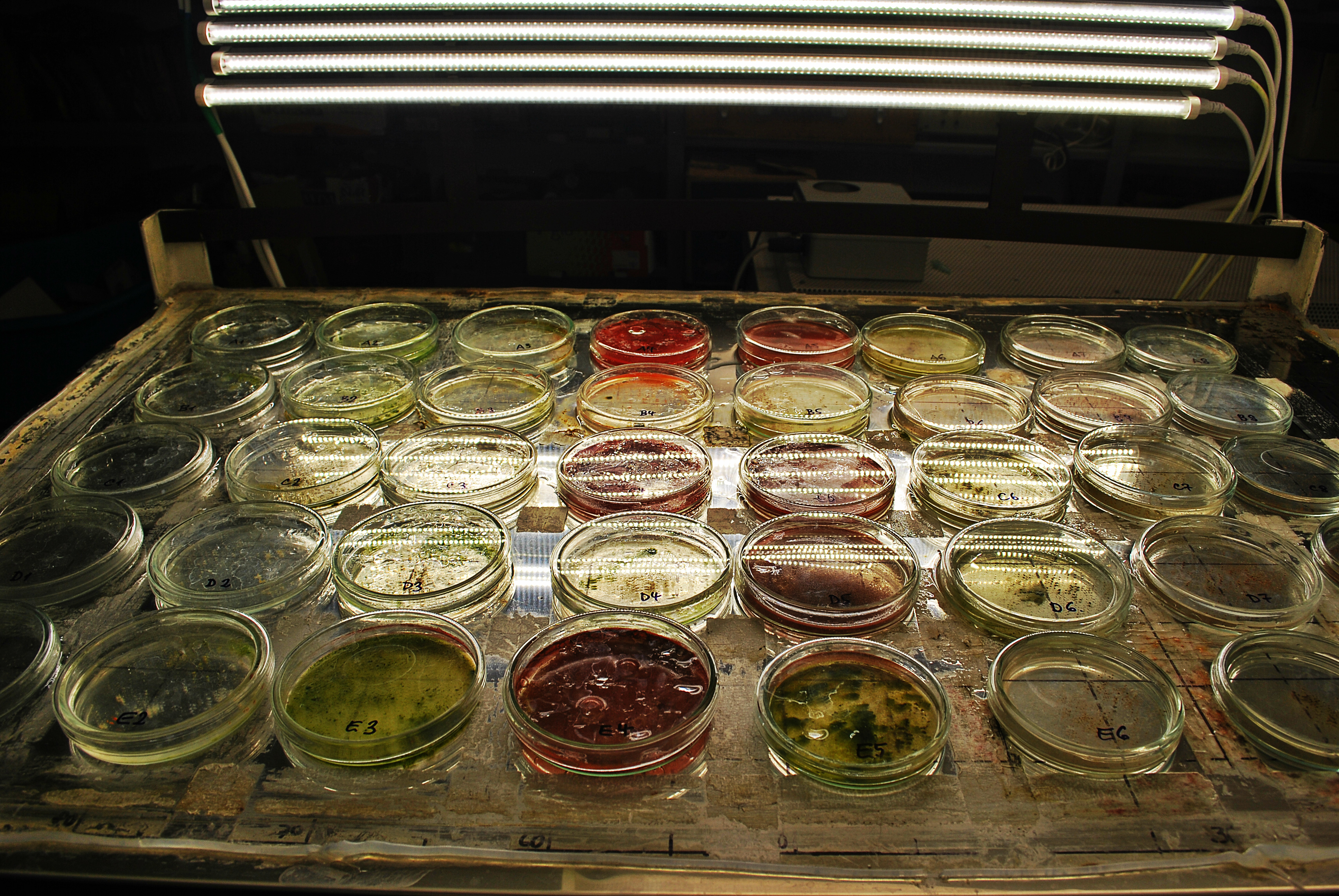
Вирощування в лабораторних умовах (опромінення світлом для стимулювання вироблення астаксантину)